# Erland Kops
Erland Kops (født 14. januar 1937, død 18. februar 2017) var en dansk badmintonspiller, der vandt adskillige store internationale titler i single, herredouble og undertiden også mixed double fra slutningen af 1950'erne til begyndelsen af 1970'erne. Han var den første fra Europa at vinde store singletitler i Fjernøsten. Til trods for nogle skuffende resultater i Thomas Cup var Kops den dominerende mandlige singlespiller i begyndelsen og midten af 1960'erne.
Kops vandt fem danske mesterskaber i herresingle og desuden fire mesterskaber i herredouble. Fem gange blev han nordisk mester i herresingle, tre gange i herredouble og to gange i mixdouble. Med 11 titler i All England er Kops en af de mest succesrige spillere nogensinde. Hans sportsresultater gav Kops en plads i sportens Hall of Fame, og i 1966 blev han nomineret til "Århundredets Danske Idrætsnavn" af Danmarks Idræts Forbund. 2000 modtog han Dannebrogordenens Hæderstegn.
Kops startede karrieren i Københavns Badminton Klub, men sluttede i Greve Strand. Han spillede i 1957-1972 44 landskampe for Danmark.
Kops blev indvalgt i World Badminton Hall of Fame i 1997. 

## All England
Han er en af de mest succesrige spillere i All England med 11 titler mellem 1958 og 1969.
Han satte en fantastisk rekord, da han i 1967 for syvende gang sikrede sig mesterskabet i herresingle. Tidligere havde irlænderen Frank Devlin seks titler. Kops første mesterskab blev sikret i 1958, efter han året forinden havde lidt nederlag i finalen til Eddie B. Choong fra Malaysia. I 1958 spillede Kops finale mod Finn Kobberø. Efter at malajen Tanjoe Hock havde sikret sig mesterskabet i 1959, vandt Kops de næste fire gange på stribe. Han blev hurtigt slået ud af turneringen 1964, men vandt igen i 1965 og for syvende gang i 1967.
Fire gange blev Erland Kops All Englands mester i herredouble: med Poul-Erik Nielsen i 1958 og tre gange med Henning Borch II 1967-1969. Tre gange blev det til nederlag for Kops i herredoublefinaler: i 1961 og 1964 med Poul-Erik Nielsen til Jørgen Hammergaard-Hansen/Finn Kobberø. I 1965 sammen med malajen Oon Choong Jin til Ng Boon Bee/Tan Yee Khan. 

## Meriter
| Placering                    | Disciplin   | År                                       | Plads                           |
| ---------------------------- | ----------- | ---------------------------------------- | ------------------------------- |
| Danmarksmesterskaber         |             |                                          |                                 |
| 1                            | Single      | 1961, 1962, 1964, 1965, 1967             | København                       |
| 1                            | Herredouble | 1961, 1965, 1968, 1969                   |                                 |
| Nordiska mesterskaber        |             |                                          |                                 |
| 1                            | Single      | 1964, 1965, 1966, 1966, 1967             |                                 |
| 1                            | Herredouble | 1964, 1965, 1966, 1967, 1971             |                                 |
| 1                            | Mixdouble   | 1965, 1967                               |                                 |
| Europamesterskaber           |             |                                          |                                 |
| 2                            | Herredouble | 1970                                     | Port Talbot, Wales              |
| 3                            | Herredouble | 1972                                     | Karlskrona, Sverige             |
| Open Championships           |             |                                          |                                 |
| 1                            | Single      | 1958, 1960, 1961, 1962, 1963, 1965, 1967 | All England                     |
| 1                            | Herredouble | 1958, 1967, 1968, 1969                   | All England                     |
| 2                            | Single      | 1957                                     | All England                     |
| 2                            | Herredouble | 1961, 1964, 1965                         | All England                     |
| 1                            | Single      | 1961                                     | French Open                     |
| 1                            | Herredouble | 1961                                     | French Open                     |
| 1                            | Mixdouble   | 1966                                     | French Open                     |
| 1                            | Single      | 1961, 1963, 1967                         | Canadian Open                   |
| 1                            | Herredouble | 1963                                     | Canadian Open                   |
| 1                            | Mixdouble   | 1963                                     | Canadian Open                   |
| 1                            | Single      | 1968                                     | Denmark Open                    |
| 1                            | Herredouble | 1970                                     | Denmark Open                    |
| 1                            | Single      | 1967, 1968                               | Dutch Open                      |
| 1                            | Herredouble | 1958, 1967                               | Dutch Open                      |
| 1                            | Single      | 1962, 1963, 1964, 1966, 1967, 1968       | German Open                     |
| 1                            | Herredouble | 1963, 1964                               | German Open                     |
| 1                            | Single      | 1967                                     | Malaysia Open                   |
| 1                            | Single      | 1965                                     | Mexican Open                    |
| 1                            | Herredouble | 1965                                     | Mexican Open                    |
| 1                            | Single      | 1962                                     | Mexico City International       |
| 1                            | Herredouble | 1962                                     | Mexico City International       |
| 1                            | Single      | 1968                                     | Norwegian International         |
| 1                            | Herredouble | 1968                                     | Norwegian International         |
| 1                            | Single      | 1962, 1963, 1964, 1965                   | Swedish Open                    |
| 1                            | Herredouble | 1965, 1968, 1969                         | Swedish Open                    |
| 1                            | Single      | 1960                                     | Swiss Open                      |
| 1                            | Herredouble | 1960                                     | Swiss Open                      |
| 1                            | Mixdouble   | 1960                                     | Swiss Open                      |
| 1                            | Single      | 1963, 1965, 1967                         | U.S. Open                       |
| 1                            | Herredouble | 1963, 1967                               | U.S. Open                       |
| 1                            | Mixdouble   | 1969                                     | U.S. Open                       |
| Other National Championships |             |                                          |                                 |
| 1                            | Single      | 1960                                     | All-India Championships         |
| 1                            | Herredouble | 1960                                     | All-India Championships         |
| 1                            | Single      | 1959                                     | Thailand National Championships |